# Resolutie 877 Veiligheidsraad Verenigde Naties
Resolutie 877 van de Veiligheidsraad van de Verenigde Naties werd zonder dat hierover werd gestemd aangenomen op 21 oktober 1993.

## Achtergrond
In 1980 overleed de Joegoslavische leider Tito, die decennialang de bindende kracht was geweest tussen de zes deelstaten van het land. Na zijn dood kende het nationalisme een sterke opmars en in 1991 verklaarde Bosnië en Herzegovina zich onafhankelijk. De Servische minderheid in het land kwam hiertegen in opstand en begon een burgeroorlog, waarbij ze probeerden de Bosnische volkeren te scheiden. Tijdens die oorlog vonden massamoorden plaats waarbij tienduizenden mensen omkwamen. 
In 1993 werd het Joegoslavië-tribunaal opgericht, dat de oorlogsmisdaden die hadden plaatsgevonden moest berechten.

## Inhoud
De Veiligheidsraad:
- herinnert aan de resoluties 808 en 827;
- met betrekking tot Artikel °16 (4) van het statuut van het Internationaal Tribunaal voor de Berechting van Personen Verantwoordelijk voor Ernstige Schendingen van het Internationaal Humanitair Recht Gepleegd op het Grondgebied van Voormalig Joegoslavië sedert 1991;
- nam de nominatie door de secretaris-seneraal van Ramón Escovar Salom als openbaar aanklager van het tribunaal in overweging;
- benoemt Salom als openbaar aanklager van het tribunaal.

## Verwante resoluties
- Resolutie 870 Veiligheidsraad Verenigde Naties
- Resolutie 871 Veiligheidsraad Verenigde Naties
- Resolutie 900 Veiligheidsraad Verenigde Naties (1994)
- Resolutie 908 Veiligheidsraad Verenigde Naties (1994)

Lijst ·  800 ·  801 ·  802 ·  803 ·  804 ·  805 ·  806 ·  807 ·  808 ·  809 ·  810 ·  811 ·  812 ·  813 ·  814 ·  815 ·  816 ·  817 ·  818 ·  819 ·  820 ·  821 ·  822 ·  823 ·  824 ·  825 ·  826 ·  827 ·  828 ·  829 ·  830 ·  831 ·  832 ·  833 ·  834 ·  835 ·  836 ·  837 ·  838 ·  839 ·  840 ·  841 ·  842 ·  843 ·  844 ·  845 ·  846 ·  847 ·  848 ·  849 ·  850 ·  851 ·  852 ·  853 ·  854 ·  855 ·  856 ·  857 ·  858 ·  859 ·  860 ·  861 ·  862 ·  863 ·  864 ·  865 ·  866 ·  867 ·  868 ·  869 ·  870 ·  871 ·  872 ·  873 ·  874 ·  875 ·  876 ·  877 ·  878 ·  879 ·  880 ·  881 ·  882 ·  883 ·  884 ·  885 ·  886 ·  887 ·  888 ·  889 ·  890 ·  891 ·  892